# بيير مولان
بيير مولان (بالفرنسية: Pierre Moulin)‏ هو مؤرخ فرنسي، ولد في 1 نوفمبر 1948.

## وصلات خارجية
- الموقع الرسمي